# ليونيد خبروف
ليونيد خبروف (بالروسية: Леони́д Васи́льевич Хаба́ров؛ ولد في 8 مايو 1947) هو ضابط عسكري سوفيتي سابق كانت كتيبته أول وحدة في الجيش السوفيتي تعبر الحدود إلى جمهورية أفغانستان الديمقراطية في 25 ديسمبر 1979، والتي كانت في الواقع بداية الحرب السوفيتية الأفغانية التي استمرت عقدًا من الزمن.  
حصل على اهتمام واسع في وسائل الإعلام بعد اعتقاله بتهمة تشجيع انقلاب أثناء خدمته كرئيس لتدريب ضباط الاحتياط في روسيا في عام 2011. اُتهم بإنشاء مؤامرة رئيسية للإطاحة بالسلطات المحلية في منطقة الأورال في روسيا بهدف إطلاق تمرد على مستوى البلاد.
اتهمت الاتهامات خبروف بمحاولة شراء أسلحة بشكل غير قانوني. تمت إعادة جدولة جلسات المحاكمة بشكل روتيني، ولكن في 26 فبراير 2013، حكمت محكمة سلفردلوفسك الإقليمية على خبروف بالسجن لمدة 4 سنوات ونصف، على الرغم من الاحتجاجات على مستوى البلاد.  تم استئناف خبروف إلى المحكمة العليا الروسية، ولكن تم رفض قضيته. في 2 يوليو 2014 تم إطلاق سراحه بكفالة.